# Le Joueur (Regnard)
Pour les articles homonymes, voir Le Joueur.
Le Joueur est une comédie en cinq actes et en vers de Jean-François Regnard représentée, pour la première fois, à Paris, le 19 décembre 1696.
Le Joueur est celle des pièces de Regnard qui, la première, lui donna un haut rang sur la scène française et, avec le Légataire universel, un de ses chefs-d’œuvre. Le Joueur est, à proprement parler, sa seule comédie de caractère. Le principal personnage est peint d’après nature. Il y a une grande variété dans les variations de son amour, selon qu’il est plus ou moins heureux au jeu, dans l’éloge passionné qu’il fait de celui-ci, quand il a gagné, dans ses fureurs mêlées de souvenirs amoureux quand il a perdu. Peu de scènes au théâtre sont aussi naturelles et aussi gaies que la scène entre Valère et son valet lui lisant le chapitre du Mépris des richesses de Sénèque.

## Personnages
- Valère, le « joueur », amant d’Angélique
- Angélique, amante de Valère
- Géronte, père de Valère
- La comtesse, sœur d’Angélique
- Dorante, oncle de Valère et amant d’Angélique
- Le marquis
- Nérine, suivante d’Angélique.
- Mme La Ressource, revendeuse à la toilette.
- Hector, valet de Valère
- M. Toutabas, maître de trictrac
- M. Galonnier, tailleur
- Mme Adam, sellière
- Un laquais d’Angélique
- Trois laquais du marquis

## Argument
Angélique aime Valère, le « joueur », mais elle n’acceptera de l’épouser qu’à condition qu’il abandonne le jeu. Échouant à dominer sa passion, Valère en vient même à engager le portrait de son amante chez une brocanteuse. Celle-ci décide donc d’épouser, à la place, Dorante qui n’est autre que l’oncle de Valère. Quant à ce dernier, il se fait aisément une raison et se dit prêt à trouver un substitut à son amour perdu dans son vice préféré : « Le jeu m’acquittera des pertes de l’amour ».

## Polémique
On ne saurait parler du Joueur sans évoquer la controverse touchant à sa paternité : Charles Dufresny, qui avait été l’ami et le collaborateur de Regnard avant de se brouiller avec lui, l’accusa de lui avoir dérobé le sujet et le fond de cette comédie et, pour le prouver, il publia l’œuvre qu’il disait lui avoir communiquée, le Chevalier joueur, en prose. Dufresny ne pouvait mieux faire pour compromettre sa cause. Toutefois il eut ses partisans, qui prétendirent que Regnard, pour hâter la représentation du Joueur, en avait fait versifier une grande partie par Gacon. Certains racontaient même que, pour accélérer la composition de sa pièce, et arriver sur la scène avant celui qu’il pillait, Regnard avait enfermé Gacon dans une chambre de son château de Grillon d’où il ne le laissait sortir qu’après avoir accompli sa tâche chaque jour. Mais ce dernier, qui n’était décidément pour rien dans l’ouvrage, composa sur cette dispute une spirituelle épigramme, concluant sur ces mots :
Regnard le fit en vers, et de Rivière en prose ;
Ainsi, pour dire au vrai la chose,
Chacun vola son compagnon
Mais quiconque aujourd’hui voit l’un et l’autre ouvrage
Dit que Regnard a l’avantage
D’avoir été le bon larron.